# Rykolanka

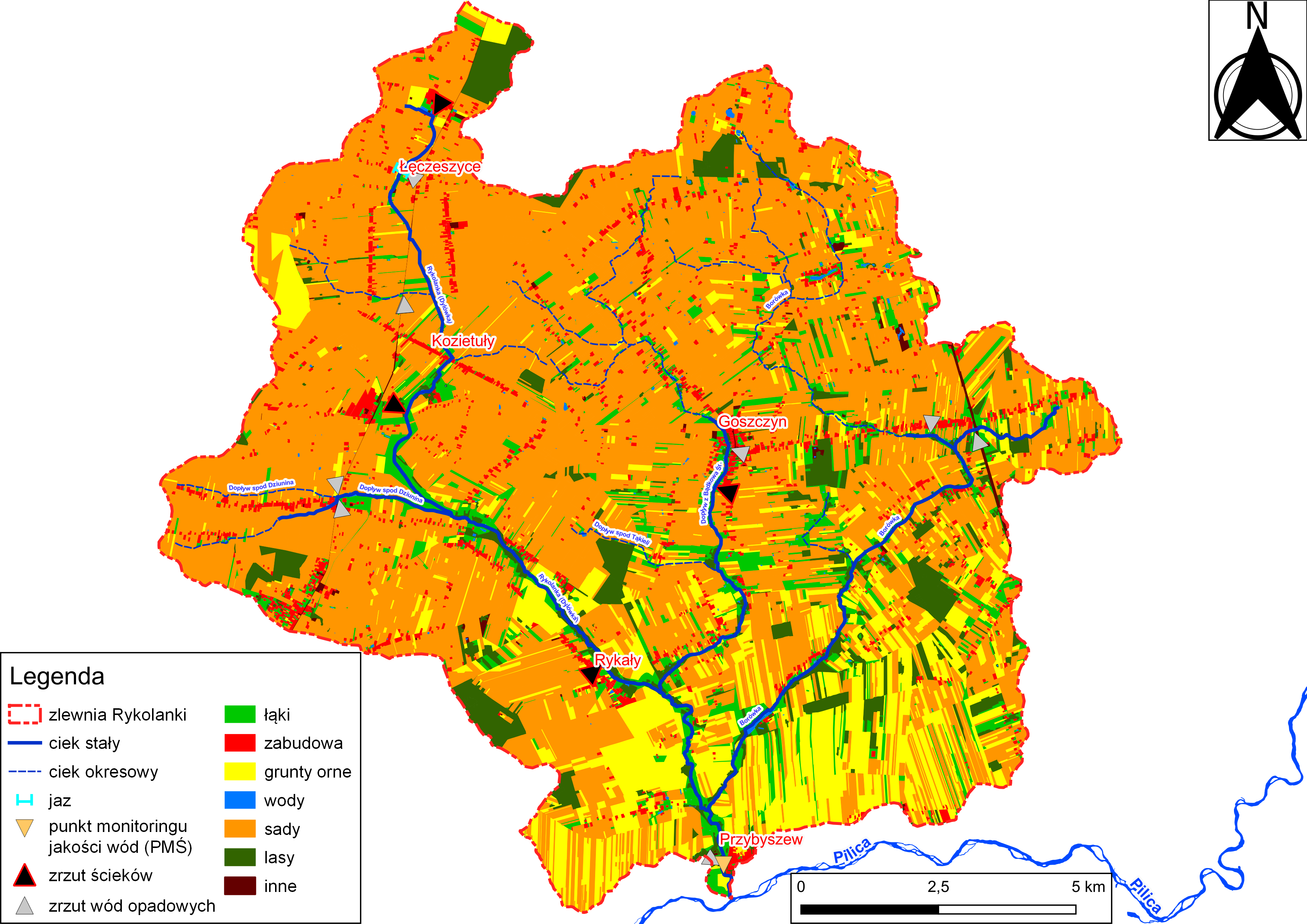
Mapa zlewni Rykolanki

Rykolanka (potocznie Rykalanka, dawniej Czarna lub Czarna Woda, gb. – Dylówka) – rzeka w województwie mazowieckim, lewobrzeżny dopływ Pilicy. Odwadnia południowo-wschodni skraj Wysoczyzny Rawskiej. Uchodzi do Pilicy na obszarze Doliny Białobrzeskiej. Powierzchnia dorzecza 163,1 km², 65,9% zlewni leży na terenie 4 gmin powiatu grójeckiego (Belsk Duży, Błędów, Goszczyn, Mogielnica) pozostała część na terenie gminy Promna w powiecie białobrzeskim.

## Przebieg
Bierze początek we wsi Łęczeszyce. W 10,25 km biegu przyjmuje bezimienny prawobrzeżny ciek z Wodzicznej, nazwany w MPHP dopływem spod Dziunina, w 4,9 km dopływem z Bądkowa Środkowego i w 1,7 km Borówkę. W połowie XIX w. stanowiła lewobrzeżny dopływ Mogielanki. Zjawisko łączenia i rozłączania zlewni tych dwóch rzek zachodziło prawdopodobnie cyklicznie wraz ze zmianami przebiegu koryta Pilicy. Zlewnia znacznym stopniu przekształcona o stosunkowo niskim stopniu zalesienia, wynoszącym zaledwie 6,5%. W górnym biegu nosi nazwę Dylówki. Płynie przez Łęczeszyce, Dylew, Sielec, Rykały, Wysoką i Przybyszew. Wzdłuż rzeki zabytkowe zespoły pałacowo-parkowe w Wysokiej, Rykałach, Sielcu, Modrzewinie i Kozietułach. W Łęczeszycach znajduje się zabytkowy zespół klasztorny.

## Jakość wód
Zlewnia Rykolanki znajduje się w jednolitej części wód powierzchniowych „Rykolanka” (kod RW2000102549329). Stan JCWP jest monitorowany w miejscowości Przybyszew w ramach PMŚ. Według danych GIOŚ z lat 2016–2021 stan JCWP jest zły.
Na zły stan wód rzeki Rykolanki składają się następujące przekroczenia:
- Stężeń benzo(a)pirenu, benzo(b)fluorantenu, benzo(g,h,i)perylenu i fluorantenu w wodzie oraz difenyloeterów bromowanych w biocie – substancji priorytetowych w dziedzinie polityki wodnej;
- Stężeń wskaźników charakteryzujących zasolenie (chlorki, wapń, twardość ogólna), niektórych związków biogennych (azot azotynowy, fosfor fosforanowy (V)) oraz wartości przewodności w 20 °C (przekroczenia II klasy);
- Wskaźników biologicznych (stan makrofitów i makrobezkręgowców bentosowych mieszczący się w III klasie).

Głównymi czynnikami składającymi się na zły stan wód są zrzuty ścieków z zakładów przetwórstwa owoców w Łęczeszycach i Kozietułach Nowych, z oczyszczalni ścieków w Goszczynie oraz zanieczyszczenia obszarowe pochodzące z rolnictwa (spływ pestycydów oraz biogenów z sadów).

## Flora
W dolinie na znacznych powierzchniach występują zbiorowiska roślinne charakterystyczne dla łąk zalewowych, ponadto łęgi, a w miejscach podmokłych olsy. Z roślin chronionych w dolinie stwierdzono występowanie pełnika europejskiego i storczyków.

## Fauna
W dolinie według obserwacji przeprowadzonych w latach 80. gniazdowało 74 gatunki ptaków w tym 11 gatunków ptaków związanych ze środowiskiem wodno-błotnym. Wzdłuż rzeczki stwierdzono m.in. stanowiska derkacza, strumieniówki, bekasa kszyka, dzięcioła zielonego i pojedyncze stanowiska kruka. Wśród ptaków drapieżnych pojedyncze stanowiska myszołowa, pustułki i błotniaków stawowego i łąkowego. W parkach podworskich stosunkowo licznie występuje dziki królik, którego kolonie zlokalizowane są m.in. w Sielcu, Rykałach i Małej Wsi. Ze zwierząt kopytnych stosunkowo licznie występują sarny, a z sąsiednich kompleksów leśnych docierają dziki. Gatunkiem przechodnim jest łoś. Herpetofaunę reprezentują m.in. rzekotka drzewna, żaba trawna i moczarowa, traszka zwyczajna, ropucha szara i zielona, zaskroniec, trzy gatunki jaszczurek: padalec, żyworodna i zwinka. Do 1973 w wodach rzeczki występował rak szlachetny. Dolina rzeki Rykolanki stanowi korytarz ekologiczny, do którego migrują cenne gatunki roślin i zwierząt znajdujących swoje główne ostoje w dolinie Pilicy (obszar węzła ekologicznego o znaczeniu międzynarodowym – Puszcza Pilicka).

## Ochrona
Stosunkowo niewielki przyujściowy odcinek doliny na południe od drogi Przybyszew – Osuchów znajduje się w obrębie Obszaru Chronionego Krajobrazu Dolina Pilicy i Drzewiczki oraz w obrębie obszaru specjalnej ochrony ptaków (OSO) Dolina Pilicy (PLB140003), a także specjalnego obszaru ochrony siedlisk (SOO) Dolina Dolnej Pilicy (PLH 140016) chronionych w ramach sieci Natura 2000.

## Propozycje ochrony
Odcinek pozostający obecnie w obrębie Obszaru Chronionego Krajobrazu „Dolina Pilicy i Drzewiczki” proponowany do ochrony w formie Parku Krajobrazowego Dolnej Pilicy. Dolny i środkowy odcinek obejmujący najcenniejszy odcinek doliny z systemem przyległych łęgów i olsów oraz przyujściowy odcinek Borówki proponowany jest do ochrony formie Zespołu Przyrodniczo-Krajobrazowego Dolina Rykalanki.

## Dopływy
- Borówka